# Ixodes simplex
Ixodes simplex är en fästingart som beskrevs av Neumann 1906. Ixodes simplex ingår i släktet Ixodes och familjen hårda fästingar. Inga underarter finns listade i Catalogue of Life.